# Cometa Halley
Cometa Halley, oficialmente designado 1P/Halley, é um cometa periódico, visível na Terra a cada 75–76 anos. O Halley é o único cometa de curto período que é regularmente visível a olho nu da Terra, e o único cometa a olho nu a aparecer nos céus duas vezes durante uma só geração humana. A última aparição dele foi em 1986, e seu retorno está marcado para 2061.
O retorno do Halley ao Sistema Solar interior foi observado e registrado por observadores e astrônomos desde, ao menos, 240 a.C.. Registros do Halley apareceram na China, Babilônia, crônicas da Europa Medieval, mas ninguém o reconheceu como sendo o retorno do mesmo objeto. Sua periodicidade foi determinada pela primeira vez em 1705, pelo astrônomo inglês Edmond Halley, cujo nome foi dado ao cometa. Em sua aparição de 1986, o Halley se tornou o primeiro cometa a ser observado em detalhes por uma espaçonave, fornecendo os primeiros dados da estrutura de seu núcleo, bem como o mecanismo da cabeleira e cauda. Essas observações confirmaram várias hipóteses sobre a construção do cometa, em especial o modelo de Fred Whipple, de que os cometas são "bolas de gelo sujas", que diz que cometas são compostos por uma mistura de gelos voláteis como os de água, dióxido de carbono e amônia, junto a poeira cósmica. Observações seguintes também reformulariam estas ideias. Hoje sabe-se que a superfície do Halley é, em grande parte, composta por materiais não voláteis, poeirentos e que apenas uma pequena porção de sua composição é de gelo.

## Cálculo da órbita
Halley foi o primeiro cometa a ser reconhecido como periódico. O senso comum a respeito de cometas, um legado de Aristóteles e que durou até a Renascença, era de que cometas eram distúrbios na atmosfera da Terra. A ideia foi descartada por Tycho Brahe, em 1577, que usou medidas da paralaxe para mostrar que cometas jaziam além da Lua. Muitos ainda não estavam convencidos de que cometas orbitavam o Sol, e acreditavam que eles seguissem uma trajetória reta através do Sistema Solar.
Em 1687, Isaac Newton publicou sua Philosophiæ Naturalis Principia Mathematica, onde delineou as leis da física e do movimento. Seu trabalho sobre cometas, porém, ficou incompleto. Apesar de suspeitar que dois cometas que apareceram em 1680 e depois em 1681 eram o mesmo objeto antes e depois de passar pelo Sol (o que se provou mais tarde incorreto), ele não foi capaz de conciliar o movimento dos cometas com seu modelo.
O amigo e editor de Newton, Edmond Halley, foi quem publicou Synopsis of the Astronomy of Comets, em 1705, usando as leis de Newton para calcular os efeitos gravitacionais de Júpiter e Saturno em órbitas cometárias. Junto ao estudo de registros históricos, os cálculos lhe permitiram determinar que os elementos orbitais de um segundo cometa, que apareceu em 1682, eram praticamente os mesmos daqueles dois cometas que apareceram em 1531 (observado por Petrus Apianus) e em 1607 (observado por Johannes Kepler). Edmond concluiu que os três cometas eram, na verdade, o mesmo objeto que retornava a cada 76 anos, um período que depois se descobriu ser entre 74 a 79 anos. Após uma grosseira estimativa da perturbação que o cometa teria devido à atração gravitacional dos planetas, ele previu o retorno do cometa em 1758, mas Edmond faleceu em 1742, sem conseguir observá-lo.
A previsão para o retorno do cometa provou-se correta, mas ele não foi avistado até 25 de dezembro de 1758 por Johann Georg Palitzsch, um astrônomo amador e fazendeiro alemão. Ele não passou por seu periélio até 13 de março de 1759, pois a atração de Júpiter e Saturno causou um atraso de 618 dias. Este efeito gravitacional foi incluído nos cálculos do retorno, com um mês de erro, para 13 de abril, por uma equipe de três matemáticos franceses: Alexis Clairaut, Joseph Lalande e Nicole-Reine Lepaute. A confirmação do retorno do cometa foi também a confirmação de que outros objetos orbitavam o Sol, não apenas planetas, e também um dos primeiros testes bem-sucedidos da física newtoniana e uma demonstração de seu poder de explanação dos eventos astronômicos. O cometa foi primeiramente nomeado Halley em 1759, pelo astrônomo francês Nicolas Louis de Lacaille.
Alguns estudiosos propuseram que os astrônomos mesopotâmicos do primeiro século já teriam reconhecido que o cometa Halley era periódico. Essa teoria é reforçada por uma passagem do Talmude que se refere a uma "estrela que aparece uma vez em setenta anos que faz errar os capitães dos navios".
Em 1981, astrônomos tentaram calcular as órbitas passadas do Halley através de uma integração numérica, começando a partir de observações precisas dos séculos XVII e XVIII. No entanto, os resultados não foram precisos e foi necessário utilizar antigas observações chinesas para tornar os cálculos mais precisos.

## Órbita e origem
O período orbital do Halley varia entre 74 a 79 anos desde 240 a.C.. Sua órbita ao redor do Sol é grandemente elíptica, com uma excentricidade orbital de 0,967. O periélio, ponto em que a órbita do cometa está mais próxima ao Sol, é de apenas 0,6 unidades astronômicas (UA). Seu afélio, sua maior distância ao Sol, é de 35 UA, grosseiramente a distância de Plutão do Sol. Pouco comum para um objeto no Sistema Solar, a órbita do Halley é retrógrada; ele orbita o Sol oposto à órbita dos planetas, ou no sentido anti-horário ao polo norte do Sol. Sua órbita é inclinada em 18° para a eclíptica, em grande parte para o sul da mesma. Por ser retrógrado, sua verdadeira inclinação é de 162°.

O caminho orbital Halley, delineado em azul, contra as órbitas de Júpiter, Saturno, Urano e Netuno, em vermelho

Devido à sua órbita retrógrada, o cometa Halley tem uma das maiores velocidades relativas à Terra. Sua passagem em 1910 teve uma velocidade relativa calculada em 254,016 km/h. Como sua órbita se aproxima da Terra em dois lugares distintos, o cometa também está associado a duas chuvas de meteoros: a Eta Aquáridas, mais ou menos em maio, e a Oriônidas, mais ou menos em outubro. O cometa é o gerador da chuva de Oriônidas. Observações feitas em 1986 sugerem que ele pode perturbar a chuva de meteoros de Eta Aquáridas, mas não necessariamente ser sua geradora.
O Halley é considerado um cometa periódico ou de curto período, um objeto cuja órbita dura 200 anos ou menos. Isso contrasta com os cometas de longo período, cujas órbitas podem durar até milhares de anos. Cometas periódicos têm uma inclinação média para a eclíptica de somente dez graus, e um período orbital de apenas 6,5 anos, então a órbita de Halley é bastante atípica. A maioria dos cometas de curto período (aqueles com períodos orbitais menores que vinte anos e com inclinações de 20 a 30 graus ou menos) são chamados de cometas Júpiter (JFC — Jupiter Family Comets). Aqueles que se assemelham ao Halley, com períodos orbitais de 20 a 200 anos e inclinações que vão de zero a até 90 graus, são chamados de cometas tipo-Halley (HTC — Halley Type Comet).
As órbitas de cometas tipo-Halley sugerem que eles eram, originalmente, cometas de longo período, cujas órbitas foram perturbadas pela gravidade de planetas gigantes e direcionadas para o Sistema Solar interior. Se Halley tiver sido um cometa de longo período, ele teria se originado, provavelmente, na Nuvem de Oort, uma região do Sistema Solar repleta de corpos planetários esféricos com uma extensão variando de 20 mil a 50 mil UA. Os Cometas da Família Júpiter (JFC), por sua vez, teriam se formado no Cinturão de Kuiper, um disco achatado de detritos gelados que ficam em distâncias entre 30 UA e 50 UA do Sol. Um outro local de origem para cometas tipo-Halley foi proposto em 2008, quando um objeto transnetuniano com uma órbita retrógrada semelhante à do Halley foi encontrado. O 2008 KV42 tem uma órbita que vai de Urano a até duas vezes a distância de Plutão. Pode ser um membro de uma população de objetos do Sistema Solar que serve como fonte de cometas tipo-Halley.
O Halley, provavelmente, tem estado em sua órbita atual entre 200 mil e 16 mil anos, apesar de não ser possível integrar numericamente sua órbita para mais de dez aparições. Aparições antes de 847 só podem ser verificadas com registros históricos. Os efeitos não gravitacionais podem ser cruciais; à medida que Halley se aproxima do Sol, ele expele jatos de sublimação de gás de sua superfície, o que o desvia ligeiramente de sua trajetória orbital. Essas alterações orbitais causam atrasos em seu periélio de 40 dias, em média.
Em 1989, Boris Chirikov e Vitaly Vecheslavov analisaram 46 aparições do cometa Halley através de registros históricos e simulações em computador. Os estudos mostram que sua dinâmica era caótica e imprevisível em longas escaladas de tempo. A estimativa de duração do cometa Halley pode ser maior que 10 milhões de anos. Trabalhos recentes sugerem que ele vai evaporar ou se partir em dois nos próximos dez mil anos ou mais, ou será ejetado do Sistema Solar em algumas centenas de milhares de anos.

## Estrutura e composição
As missões das sondas Vega e Giotto deram aos cientistas planetários suas primeiras visões da estrutura e da superfície do Halley. Como todos os cometas, assim que se aproxima do Sol, seus componentes voláteis (aqueles com baixo ponto de ebulição, como a água, o monóxido de carbono, o dióxido de carbono e outros gelos voláteis) começam a sublimar da superfície, vindos do núcleo. Isso leva o cometa a desenvolver uma cabeleira, ou atmosfera, de cerca de 10 mil quilômetros de diâmetro. A evaporação de gelo sujo libera partículas de poeira, que viajam pelo gás para longe do núcleo. Moléculas de gás na cabeleira absorvem a luz solar e então a reirradia em diferentes comprimentos de onda, um fenômeno conhecido como fluorescência, em que partículas de poeira espalham a luz. Os dois processos são responsáveis por tornar a cabeleira visível.
Como uma fração das moléculas de gás da cabeleira são ionizadas pela radiação ultravioleta do sol, a pressão do vento solar (uma corrente de partículas carregadas emitida pelo Sol) puxa os íons da cabeleira até formarem uma cauda, que pode se estender por até 100 milhões de quilômetros pelo espaço. Mudanças na corrente do vento do solar podem causar eventos de desconexão, onde a cauda pode se separar completamente do núcleo.
Apesar do tamanho de sua cabeleira, o núcleo do cometa é relativamente pequeno, cerca de 15 quilômetros de comprimento por 8 de largura e cerca de 8 quilômetros de espessura. Sua forma lembra vagamente a de um amendoim. Sua massa é relativamente baixa (2,2 x 1014kg), com uma densidade de cerca de 0,6 g/cm3, indicando ser composto por partes pequenas, juntas frouxamente, formando uma estrutura que lembra uma pilha de detritos. Observações feitas em terra do brilho da cabeleira sugerem que o período de rotação do Halley é de, aproximadamente, 7,4 dias. Imagens obtidas por sondas e naves de seus jatos e estrutura sugerem um período de 52 horas. Devido à forma irregular de seu núcleo, a rotação do cometa é em si bastante complexa. Cerca de 25% da superfície do cometa foi captada em imagens pelas missões espaciais e as imagens revelam uma topografia extremamente variada, com colinas, montanhas, falhas, depressões e ao menos uma cratera.
De todos os cometas periódicos, o Halley é o mais ativo, junto ao Encke e ao Holmes, sendo uma ou duas ordens de magnitude menos ativo. No lado voltado para o sol, o lado diurno, é bem mais ativo que o lado noturno. Observações feitas por sondas mostraram gases sendo ejetados do núcleo: 80% vapor de água, 17% monóxido de carbono e 3 a 4% de dióxido de carbono, com traços de hidrocarbonetos. Dados mais recentes estipulam um valor de 10% para monóxido de carbono, além de traços de metano e amônia. As partículas de poeira são, basicamente, uma mistura de compostos de carbono-hidrogênio-oxigênio-nitrogênio (CHONPS) bastante comuns no Sistema Solar, junto a silicatos, normalmente encontrados nas rochas terrestres. As partículas de poeira diminuem em tamanho até os limites da detecção (~0,001 µm). Acreditava-se que a proporção de deutério para hidrogênio na água liberada pelo Halley seria semelhante àquela encontrada nos oceanos da Terra, sugerindo que os cometas tipo-Halley pudessem ter contribuído com o aporte de água para o planeta em sua formação. Mas observações posteriores mostraram que a proporção de deutério do Halley era bem maior que aquela encontrada nos oceanos terrestres, o que indica que os cometas não foram a fonte, ou talvez não tenham sido a única fonte da água na Terra.
A sonda Giotto forneceu as evidências necessárias para a confirmação da hipótese de Fred Whipple, de que os cometas seriam "bolas de neve sujas". Ele postulou que os cometas são objetos gelados, aquecidos pelo Sol conforme se aproximam do Sistema Solar interno, levando o gelo da superfície à sublimação, ejetando material volátil, criando a cabeleira. Giotto confirmou a hipótese, mas com algumas modificações. O albedo do Halley, por exemplo, é cerca de 4%, o que significa que ele reflete apenas 4% da radiação solar que nele incide, algo semelhante ao do carvão. Apesar da luminosidade que é vista da Terra, o Halley, na verdade, é bastante escuro. A temperatura da evaporação na superfície varia de 170 K (-103 °C) no alto albedo a 220 K (-53 °C) no baixo albedo; a missão Vega apontou que a temperatura da superfície varia entre 300–400 K (30–130 °C), sugerindo que apenas 10% da superfície do Halley é ativa e que grandes partes dele estavam revestidas por uma camada de poeira escura que reteve o calor. As observações de ambas as missões sugerem que o cometa é feito, de fato, predominantemente por compostos não voláteis e que se assemelha a uma "gelada bola suja" do que a uma "bola de neve suja".

## História

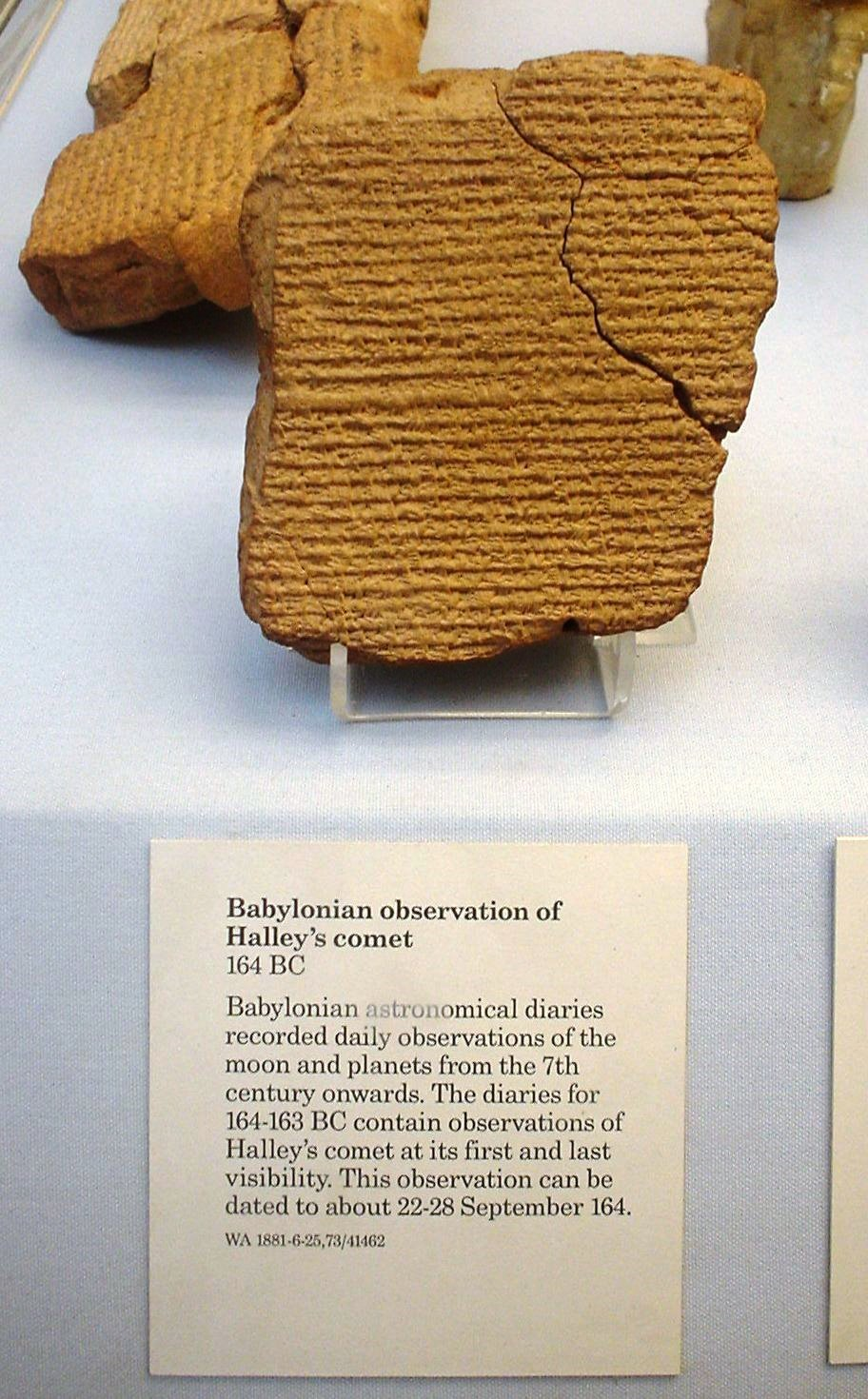
Observações do cometa Halley gravadas em escrita cuneiforme em uma tábua de argila, entre 22 e 28 de setembro de 164 a.C., na Babilônia, Iraque. Museu Britânico (BM 41462)

### Antes de 1066
Pode ter havido um registro do Halley em 467 a.C., mas não se tem certeza. Um cometa foi registrado pelos antigos gregos entre 468 e 466 a.C. e a data, local, duração e a chuva de meteoros associada indicam ter sido o Halley. Segundo Plínio, o Velho, no mesmo ano um meteorito caiu na cidade de Egospótamo, na Trácia. Ele o descreve como marrom, do tamanho de uma carroça. Crônicas chinesas também mencionam um cometa no mesmo ano.
O primeiro registro que certamente era do Halley foi feito em 240 a.C., na crônica chinesa Registros do Historiador ou Shiji, que descreve um cometa que apareceu no leste e se moveu para o norte. O único registro de sua aparição em 164 a.C. foi encontrada em dois fragmentos de tábuas de argila da Babilônia, que hoje estão no British Museum. A aparição de 87 a.C. foi registrada em tábuas babilônicas que dizem que o cometa podia ser visto "dia após dia", por cerca de um mês. Acredita-se que essa aparição esteja representada em moedas do reinado do rei Tigranes, o Grande, da Armênia, onde é possível ver de acordo com os autores, "uma estrela com uma cauda curva", que representaria a passagem do Halley em 87 a.C.. O rei teria visto o cometa passando perto do Sol em 6 de agosto daquele ano e para os armênios significaria uma nova era para o Rei dos Reis.
Astrônomos chineses registraram a aparição do cometa em 12 a.C. no Livro de Han, de agosto até outubro. Passando a apenas 0,16 UA da Terra em 12 a.C., alguns anos antes do alegado nascimento de Jesus Cristo, levou alguns teólogos e astrônomos a argumentar que o Halley poderia explicar a história bíblica da "Estrela de Belém". Outras explicações são uma conjunção planetária e outros cometas que teriam passado na data de nascimento de Cristo. Foi sugerido, em uma passagem do Talmude, uma aparição do Halley, de "estrela que aparece uma vez em setenta anos que faz errar os capitães dos navios." que seria a de 66 d.C.. A passagem é atribuída ao rabino Joshua ben Hananiah e esta é a única aparição a ocorrer enquanto o rabino esteve vivo.

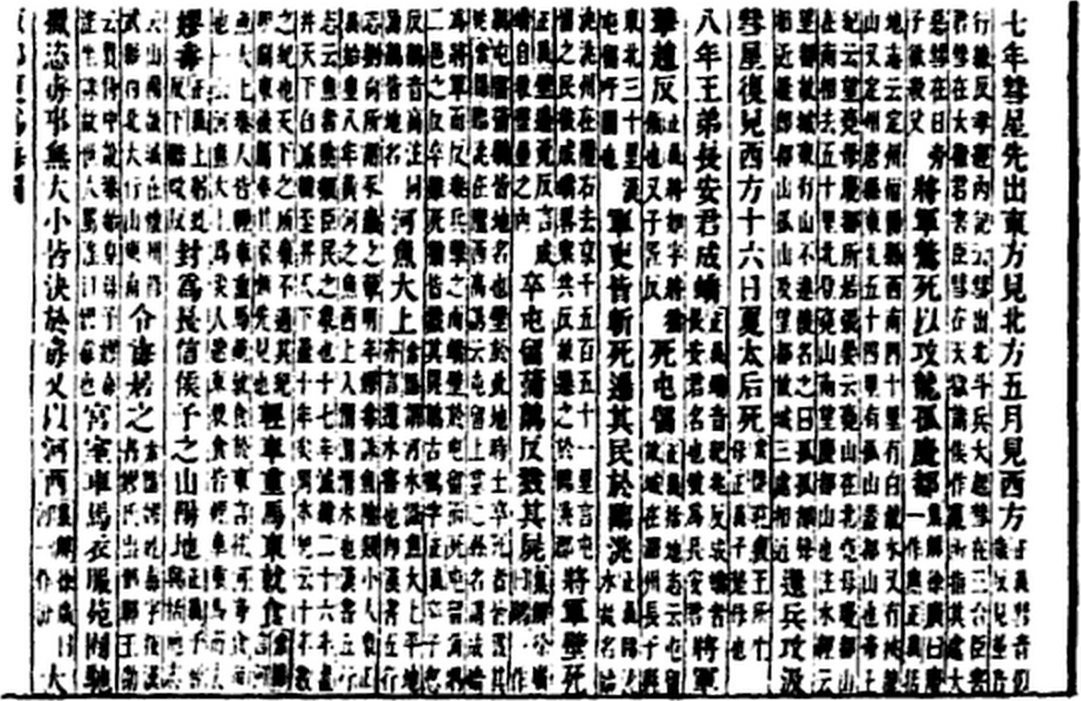
Registro da passagem do Halley por astrônomos chineses em 240 a.C. em Registros do Historiador ou Shiji

Em 141 d.C., cronistas chineses registraram a passagem do Halley e no trabalho no idioma tamil, chamado Purananuru, há uma conexão desta aparição com a morte do rei do sul da Índia, Yanaikatchai Mantaran Cheral Irumporai, da dinastia Chera. As passagens de 374 e 607 passaram a apenas 0,09 UA da Terra. Em 684, a passagem do Halley foi registrada na Europa em uma das fontes utilizadas para compilar as Crônicas de Nuremberg, em 1493 e por cronistas chineses.
Em 847, o cometa deve ter passado a apenas 0,03 UA da Terra, cerca de 5,1 milhões de quilômetros, a maior aproximação até hoje. Sua cauda pode ter se alongado em um ângulo de 60° pelo céu. Há registros de astrônomos na China, Japão, Alemanha, Império Bizantino e Oriente Médio. A passagem de 912 foi registrada nos Anais de Ulster, que registra aquele como: "um ano escuro e chuvoso, um cometa surgiu."

### 1066

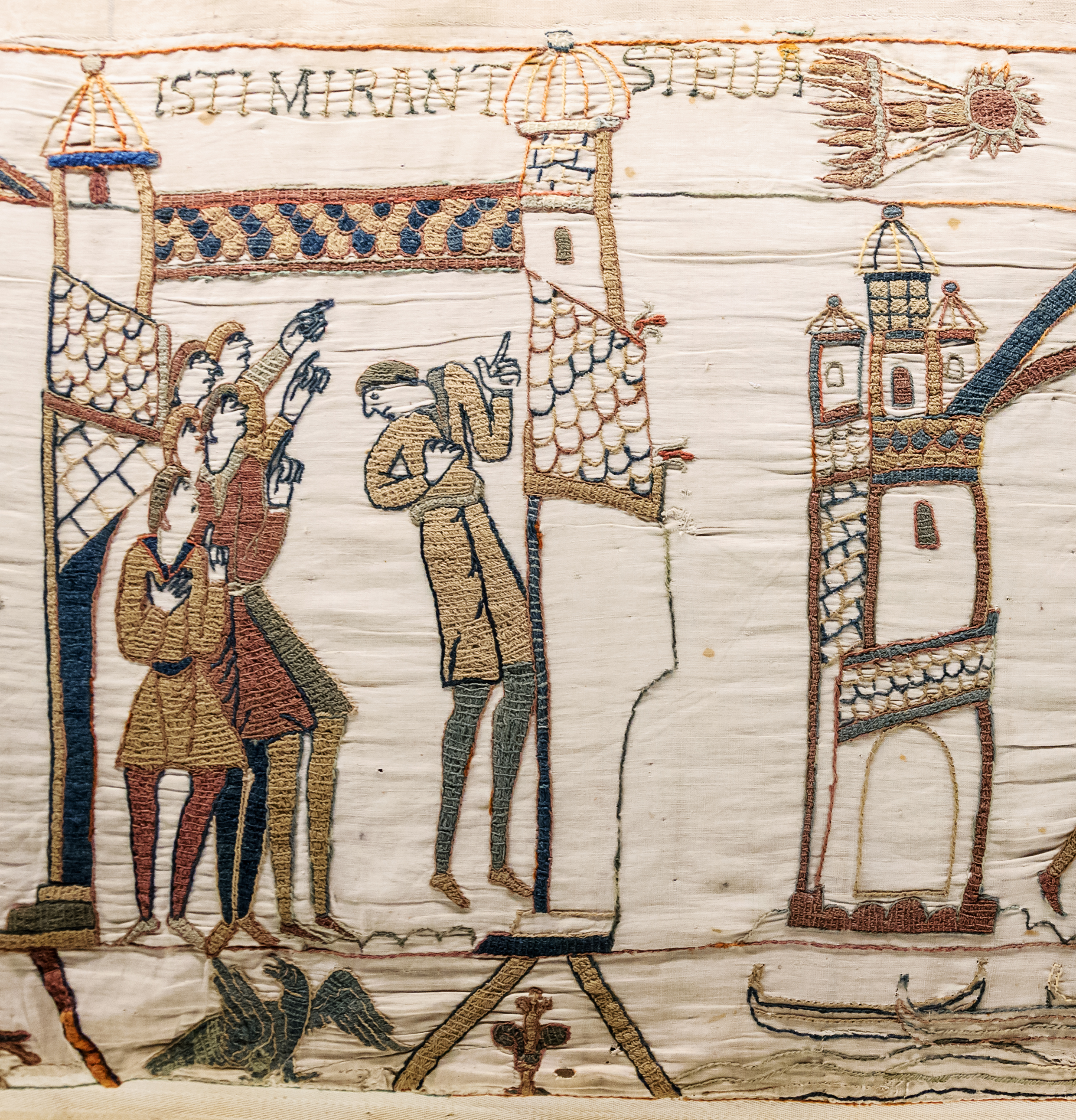
A passagem do Halley em 1066, registrada na Tapeçaria de Bayeux

Em 1066, o cometa foi visto na Inglaterra e considerado um presságio. Mais tarde, naquele ano, o rei Haroldo II morreu na Batalha de Hastings e o cometa foi considerado um mau presságio. Porém, para os inimigos de Haroldo, foi considerado um bom presságio, especialmente para o homem que o derrotou, Guilherme, o Conquistador. O Halley está representado na Tapeçaria de Bayeux como uma estrela de fogo e registros descrevem que ele era quatro vezes maior que Vênus e brilhava como 1/4 do brilho da Lua. Essa passagem também foi registrada na Crônica Anglo-Saxônica. Eilmer de Malmesbury, um monge beneditino inglês, pode ter observado o Halley em 989 e assim escreveu em 1066:
Você veio, não foi? ... Você veio, você; fonte de lágrimas para muitas mães, o mau. Eu o odeio! Desde que eu o vi; mas eu o vejo agora ainda mais terrível, pois o vejo brandindo a queda de meu país. Eu o odeio!
Os registros irlandeses em Anais dos Quatro Mestres, também registraram o cometa como "uma estrela que apareceu na sétima calenda de maio, na terça-feira depois da Páscoa, de cuja luz do brilho não era maior que a luz da Lua, e era visível para todos até o fim quatro noites depois". Os nativos americanos da região do Chaco, no Novo México, deixaram petróglifos registrando a passagem do Halley em 1066.

### 1145–1378
A passagem de 1145 foi registrada pelo monge Eadwine Psalter, da Cantuária. Alguns pesquisadores atribuem a passagem de 1222 a inspiração que Genghis Khan precisava para iniciar suas conquistas na Europa.
A passagem de 1301 pode ter sido avistada por Giotto, que a representou como a Estrela de Belém, um cometa de cor de fogo, na seção da natividade da Cappella degli Scrovegni, completada em 1305. Em 1378, a passagem foi registrada nos Annales Mediolanenses.

### 1456

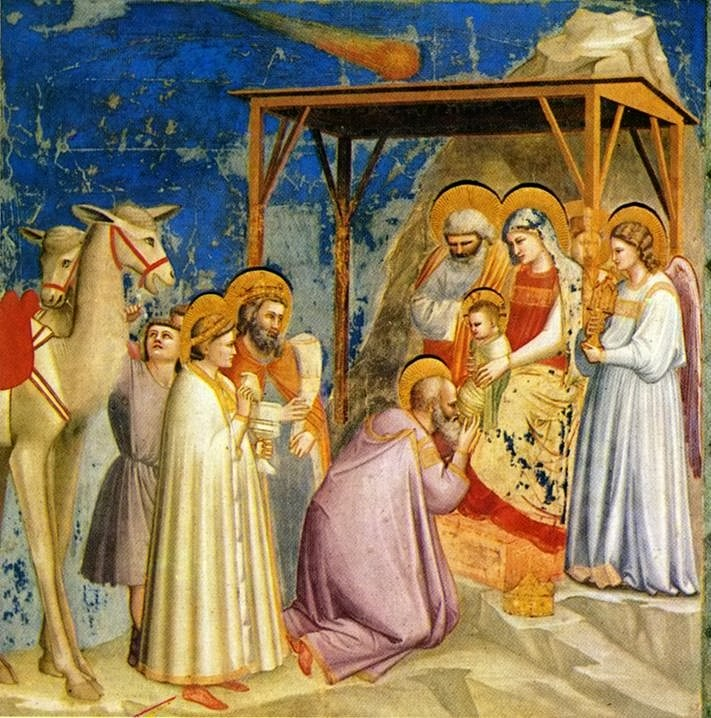
"Adoração dos Magos" (cerca de 1305) por Giotto, que propositalmente pintou a Estrela de Belém como sendo o cometa Halley, que tinha sido avistado apenas 4 anos antes da pintura

Quando o Halley apareceu em 1456, o Império Otomano invadiu o Reino da Hungria, culminando com o Cerco de Belgrado em julho do mesmo ano. Em uma bula pontifícia, o Papa Calisto III ordenou que orações especiais fossem feitas para a proteção da cidade. Em 1470, o estudioso Bartolomeo Platina assim escreveu em A Vida dos Papas:
Uma estrela ardente apareceu durante vários dias, os matemáticos declararam que seguiria pestilência grave, escassez e alguma grande calamidade. Calisto, para evitar a ira de Deus, pediu súplicas de que, se os males fossem iminentes para a raça humana, ele converteria todos os turcos, os inimigos da cristandade. Ele também ordenou, para instigar Deus por contínua súplica, que uma chamada deveria ser feita pelos sinos para chamar os fiéis ao meio-dia para ajudar por suas orações, os que estão envolvidos em batalhas com os turcos.
Depois de testemunhar uma luz brilhante no céu, que muitos historiadores identificam como sendo o cometa Halley, o imperador da Etiópia de 1434 a 1468, Zara Yaqob, fundou a cidade de Debre Berhan, a "Cidade da Luz", e a tornou sua capital para ser uma lembrança de seu reino.

### 1531–1835
Os periódicos retornos do Halley foram objetos de investigação científica a partir do século XVI. As três passagens, de 1531 a 1682, foram registradas por Edmond Halley, que o fez prever o retorno de 1759. Correntes de vapor foram observadas durante a passagem de 1835, registrada por outro astrônomo, Friedrich Wilhelm Bessel, que sugeriu que os jatos de material em evaporação poderiam alterar a órbita do cometa.
| 1531 | 1682 | 1759 | 1835 |
| ---- | ---- | ---- | ---- |
|      |      |      |      |

### 1910

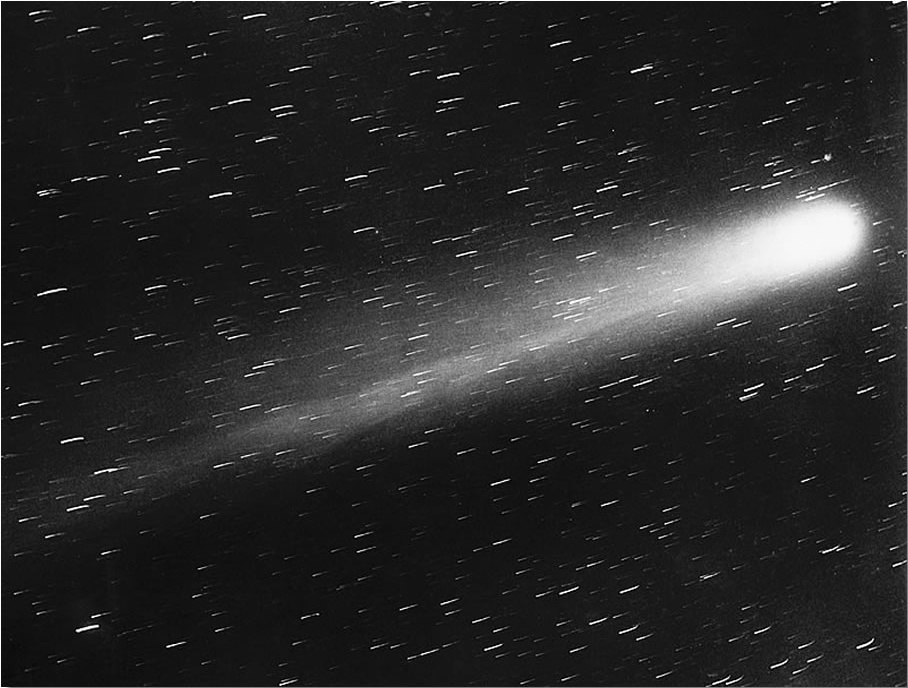
Uma fotografia do cometa Halley, tirada durante a aproximação de 1910

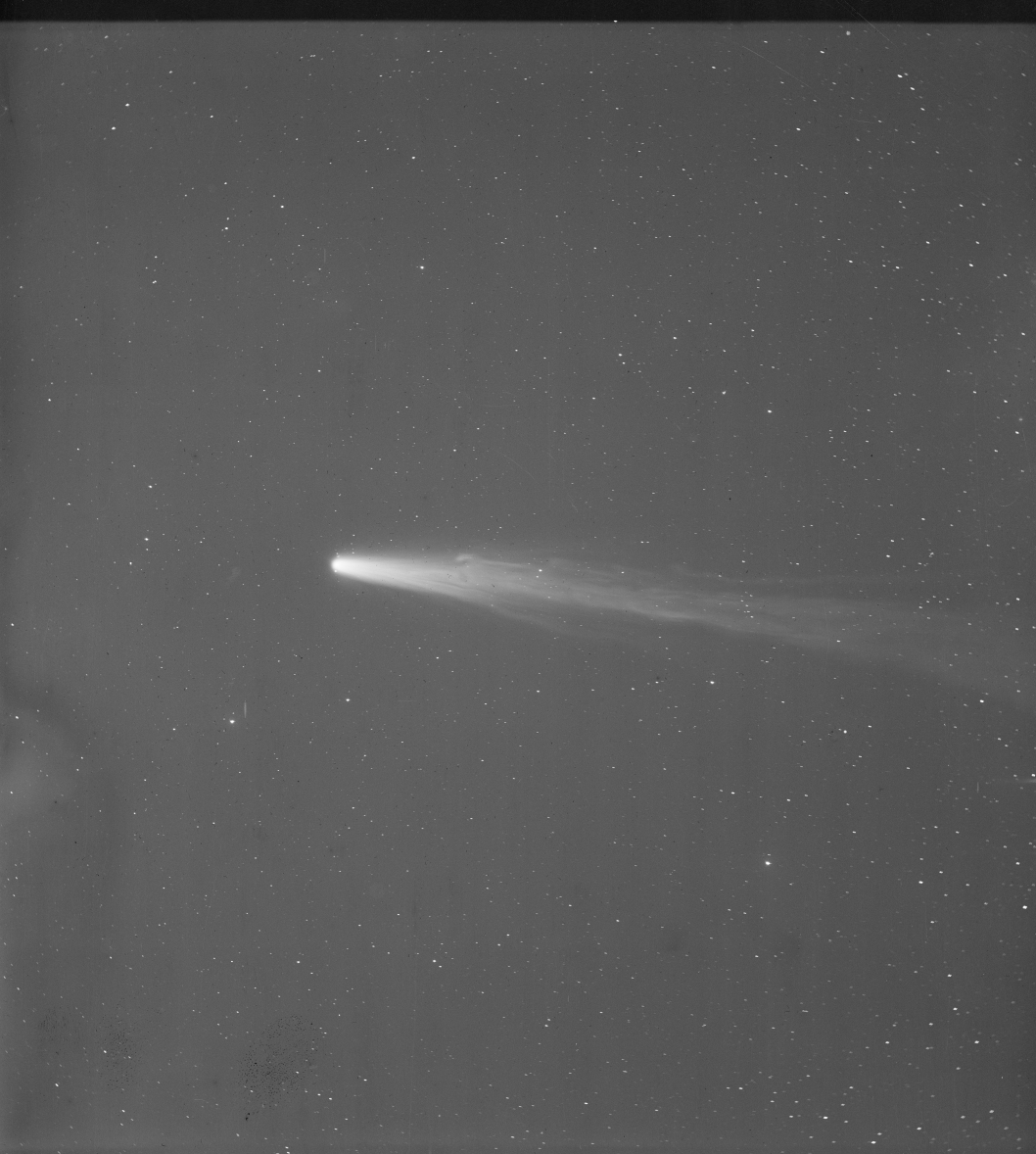
Halley em abril de 1910, da Estação do Hemisfério Sul de Harvard, tirada com um telescópio Bache Doublet de 20 cm

Em 1910, o cometa se tornou um objeto visível a olho nu por volta de 10 de abril  e chegou ao periélio em 20 de abril. Ele foi notável por várias razões: foi a primeira aproximação na qual existem fotografias e a primeira onde dados de espectroscopia foram obtidos. Além disso, o cometa chegou a uma distância relativamente próxima de 0,15 UA, proporcionando uma visão espetacular. De fato, em 19 de maio, a Terra passou pela cauda do cometa. Uma das substâncias descobertas na cauda pela análise espectroscópica foi o gás tóxico cianogênio, que levou o astrônomo Camille Flammarion a afirmar que, quando a Terra passasse pela cauda, o gás "impregnaria a atmosfera e possivelmente acabaria com toda a vida do planeta." Seu pronunciamento levou muitas pessoas em pânico à compra de máscaras de gás e duvidosas "pílulas anti-cometa" e "guarda-chuvas anti-cometa". Na realidade, como outros astrônomos foram rápidos em apontar, o gás é tão difuso que o mundo não sofreu efeitos negativos da passagem pela cauda.
 

O cometa aumentou a agitação na China às vésperas da Revolução Xinhai, que findaria a última dinastia em 1911. Como James Hutson, um missionário na província de Sichuan na época, registrou, 
 As pessoas acreditam que isso indica calamidade, como guerra, fogo, pestilência e uma mudança de dinastia. Em alguns lugares, em determinados dias, as portas foram fechadas por meio dia, nenhuma água foi transportada e muitos nem sequer bebiam água, pois havia rumores de que vapor pestilencial estava sendo derramado sobre a terra pelo cometa." 
 A visita de 1910 também é registrada como sendo um companheiro de viagem de Hedley Churchward, o primeiro muçulmano inglês conhecido a fazer a peregrinação do Haj para Meca. No entanto, sua explicação sobre a previsibilidade científica do cometa não recebeu crédito naquela Cidade Santa.
O cometa também foi terreno fértil para trotes. Um que chegou aos principais jornais afirmou que os Seguidores Sagrados, um suposto grupo religioso de Oklahoma, tentaram sacrificar uma virgem para afastar o desastre iminente, mas foram parados pela polícia.

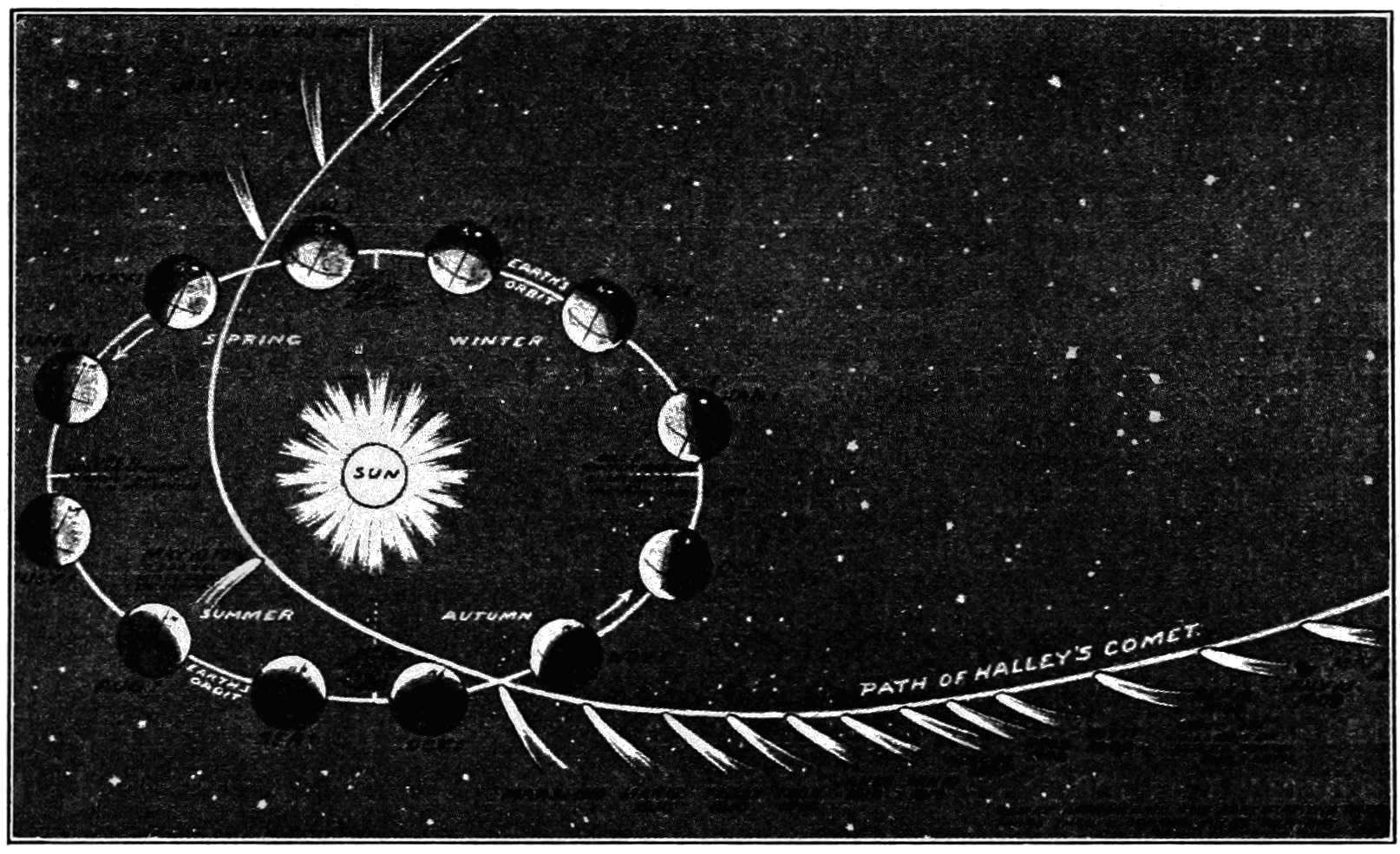
Infográfico da edição de janeiro de 1910 da revista Popular Science Monthly, mostrando como a cauda do Halley se afasta do Sol ao passar pelo Sistema Solar interno

O escritor e satirista americano Mark Twain nasceu em 30 de novembro de 1835, exatamente duas semanas após o periélio do cometa. Em sua autobiografia, publicada em 1909, ele disse: 
 Eu vim com o cometa Halley em 1835. Ele está chegando novamente no próximo ano, e espero ir com ele. Será a maior decepção da minha vida se eu não for embora com o cometa Halley. O Todo-Poderoso disse, sem dúvida: 'Agora, aqui estão essas duas estranhas aberrações; eles vieram juntos, eles devem sair juntos. 
 Twain morreu em 21 de abril de 1910, no dia seguinte ao periélio do cometa. O filme de fantasia de 1985, As aventuras de Mark Twain, foi inspirado por essa citação. 
A aparição de Halley em 1910 é distinta do Grande Cometa da Luz do Dia de 1910, que superou o brilho do Halley e foi realmente visível em plena luz do dia por um curto período, aproximadamente quatro meses antes do Halley aparecer.

### 1985/1986

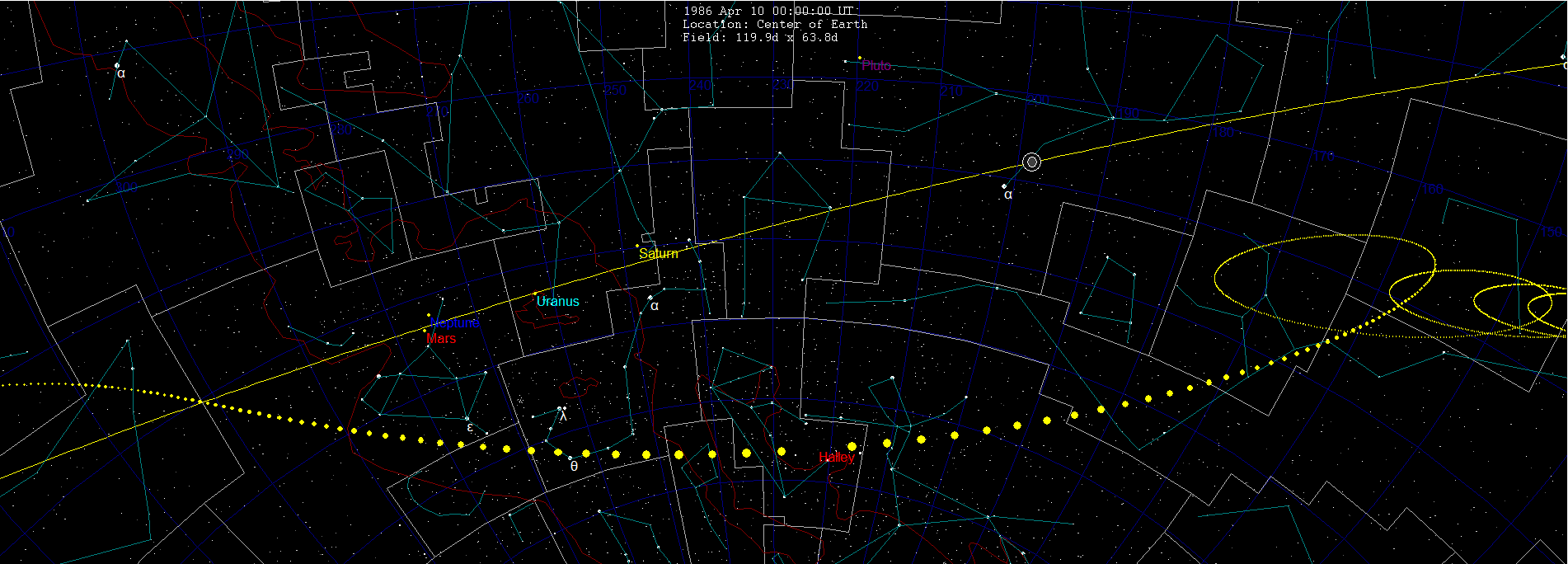
Movimento diário no céu durante a passagem de 1986

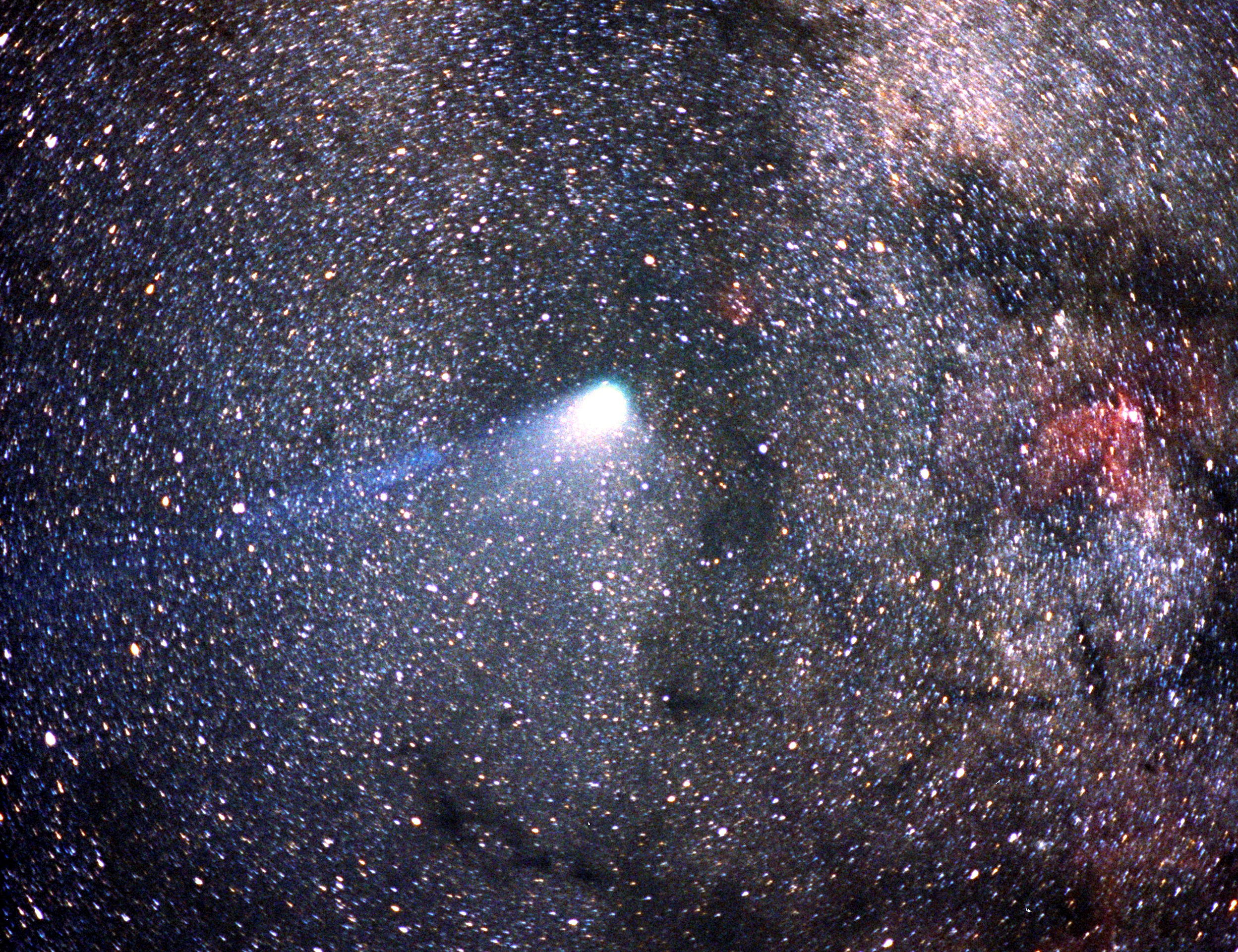
Cometa Halley em 1986

Animação da órbita do 1P/Halley em 1986

A aparição de Halley em 1986 foi a menos favorável já registrada. O cometa e a Terra estavam em lados opostos do Sol em fevereiro de 1986, criando as piores circunstâncias para os observadores da Terra nos últimos 2.000 anos. A máxima aproximação do Halley foi de 0,42 UA. Com o aumento da poluição luminosa da urbanização, muitas pessoas nem conseguiram ver o cometa. Foi possível observá-lo em áreas fora das cidades com a ajuda de binóculos. O cometa alcançou seu maior brilho quando era quase invisível no hemisfério norte, em março e abril de 1986.
A aproximação do Halley foi detectada pela primeira vez pelos astrônomos David C. Jewitt e G. Edward Danielson em 16 de outubro de 1982, usando o Telescópio Hale de 5,1 metros no Monte Palomar e uma câmera CCD. A primeira pessoa a observar visualmente o cometa em seu retorno de 1986 foi o astrônomo amador Stephen James O'Meara em 24 de janeiro de 1985. O'Meara usou um telescópio caseiro de 24 polegadas no topo do Mauna Kea para detectar o cometa de magnitude 19,6. Em 8 de novembro de 1985, Stephen Edberg (então servindo como coordenador para observações amadoras no Jet Propulsion Laboratory da NASA) e Charles Morris foram os primeiros a observar cometa Halley a olho nu na sua aparição 1986.
Embora a órbita retrógrada e a alta inclinação do cometa Halley dificultem o envio de uma sonda espacial, a aparição de 1986 deu aos cientistas a oportunidade de estudar de perto o cometa, e várias sondas foram lançadas para isso. O Vega 1 soviético começou a enviar imagens de Halley em 4 de março de 1986, e o primeiro de seu núcleo, e fez o seu sobrevoo em 6 de março, seguido pelo Vega 2 que fez o sobrevoo em 9 de março. Em 14 de março, a sonda espacial Giotto, lançada pela Agência Espacial Européia, fez a passagem mais próxima do núcleo do cometa. Houve também duas sondas japonesas, Suisei e Sakigake. Esse conjunto de sondas foram oficialmente conhecidas como a Armada Halley.
Com base nos dados recuperados pelo Astron, o maior telescópio espacial ultravioleta da época, durante as observações do Halley em dezembro de 1985, um grupo de cientistas soviéticos desenvolveu um modelo da coma do cometa. O cometa também foi observado do espaço pelo International Cometary Explorer (ICE). Originalmente chamado de International Sun-Earth Explorer 3, a sonda foi renomeada e liberada de sua localização no ponto Lagrangiano L1 na órbita da Terra para interceptar os cometas 21P/Giacobini-Zinner e o Halley. A ICE fez sua abordagem mais próxima em 28 de março de 1986.
Estava também planejado que duas missões do Ônibus Espacial, a STS-51-L, que resultou na destruição do Challenger, e a STS-61-E, observariam o cometa a partir da  órbita terrestre baixa. A STS-61-E seria a missão seguinte a decolar após o final do voo do Challenger. Agendada para Março de 1986, transportaria o observatório ASTRO-1, uma plataforma de estudo do Halley. A missão foi cancelada e o Astro-99, com uma nova circunferência de telescópios, somente foi ao espaço no final de 1990.

### Após 1986

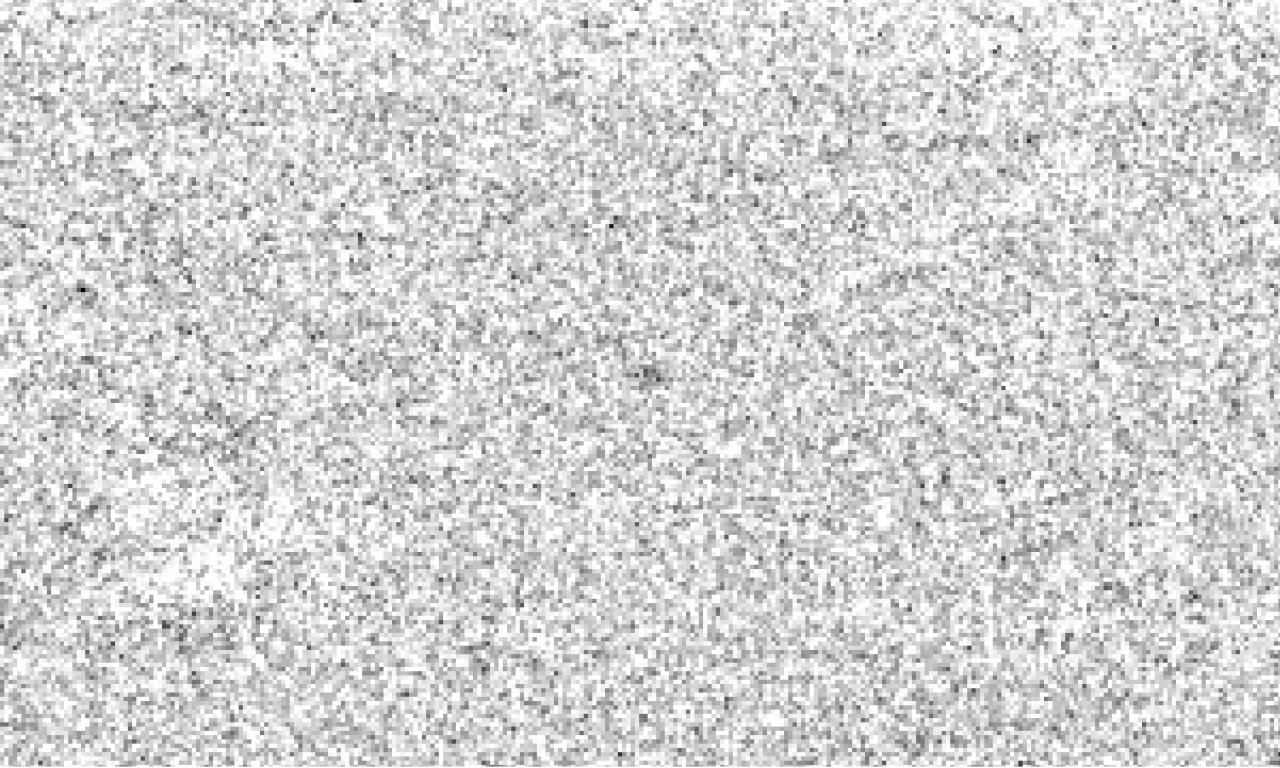
Cometa Halley observado em 2003 a 28 UA do Sol

Em 12 de fevereiro de 1991, a uma distância de 14,4 UA (2,15 x 109) do Sol, o Halley exibiu uma explosão ou erupção (outburst) que durou vários meses, liberando uma nuvem de poeira 300 000 km de extensão. A explosão provavelmente começou em dezembro de 1990 e, em seguida, o cometa aumentou de magnitude 24,3 para magnitude 18,9. O cometa Halley foi observado mais recentemente em 2003 por três dos Very Large Telescopes no Paranal, Chile, quando a magnitude do Halley era de 28,2. Os telescópios detectaram o Halley no ponto mais fraco e distante que qualquer cometa já antes observado, a fim de verificar um método para encontrar objetos trans-netunianos muito fracos. Os astrônomos agora são capazes de observar o cometa em qualquer ponto de sua órbita. 
Em dezembro de 2023, o cometa Halley deve atingir o ponto de sua órbita mais distante do Sol (afélio).

### 2061

Animação da órbita do 1P/Halley - aparição de 2061
· · · ·

O próximo periélio do cometa Halley será em 28 de julho de 2061, quando estará mais bem posicionado para observação do que durante a aparição de 1985-1986, pois estará do mesmo lado da Terra em relação ao Sol. Espera-se que tenha uma magnitude aparente de -0,3, em comparação com apenas +2,1 na aparição de 1986. Foi calculado que em 9 de setembro de 2060, o Halley passará a aproximadamente 0,98 UA (147 000 000 km) de Júpiter e, em 20 de agosto de 2061, passará a aproximadamente 0,0543 UA (8 120 000 km) de Vênus.

### 2134
Em 2134, espera-se que o Halley chegue a 0,09 UA (13 000 000 km) da Terra. Espera-se que sua magnitude aparente seja de -2,0.